# عبارة متداولة

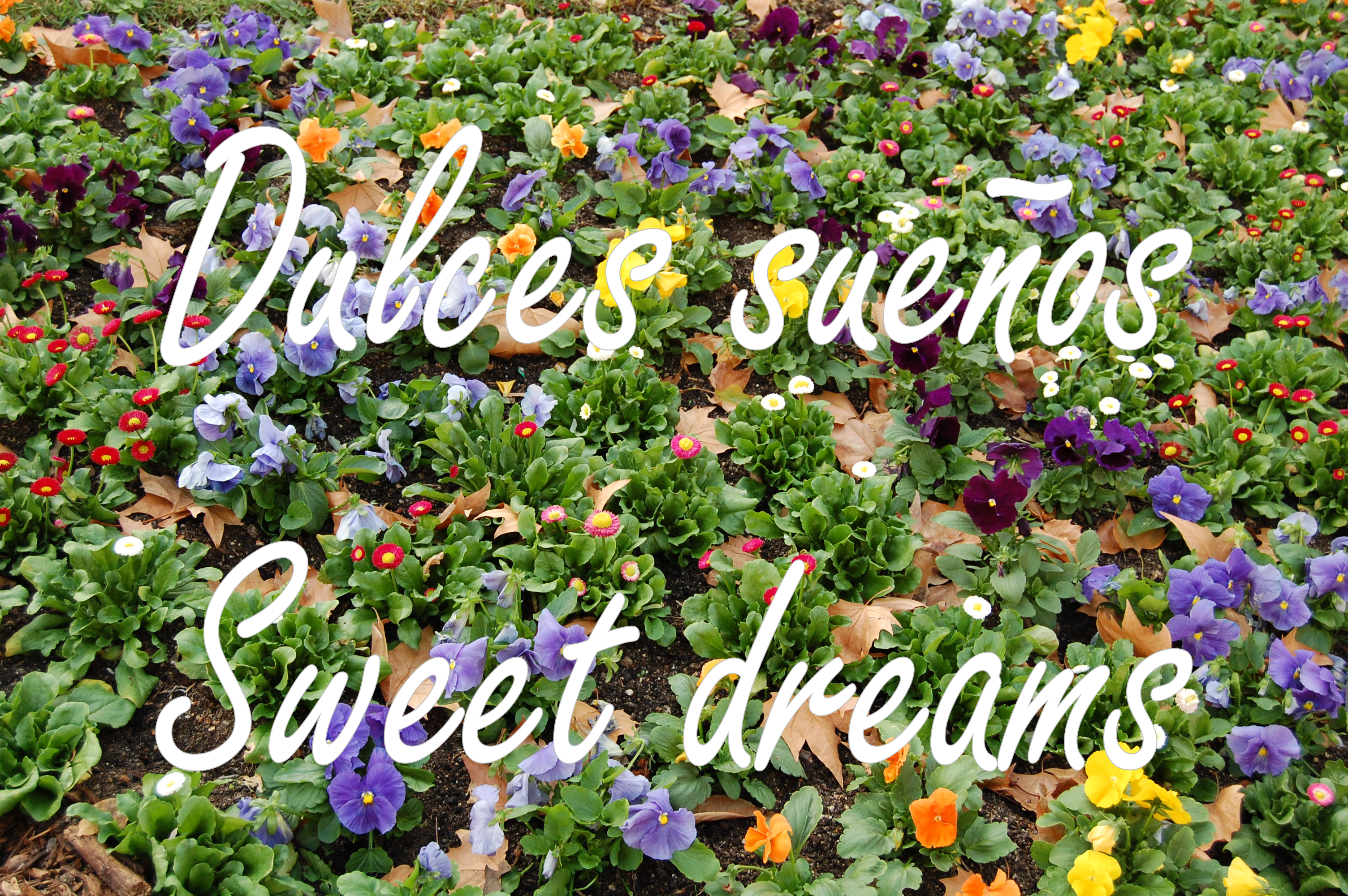
أحلام جميلة

العبارة المتداولة (بالإنجليزية: cliche أو cliché)‏ هي تعبير أو فكرة أو عنصر مأخوذ من الأعمال الأدبيّة، ومع مرور الوقت أصبح استخدامها مفرطاً، إلى درجة فقدان معناها أو تأثيرها الأصلي، ووصلت لدرجة أصبحت فيها بمعنى مبتذلة أو مزعجة، وخاصّةً أنّها كانت تحمل في وقت سابق قيمةً معيّنة أو كانت مبتكرة. في علم العبارات، أخذ مصطلح «كليشيه أو عبارة مبتذلة» معنىً تقنيّاً أكثر، أي أنّه تحوّل إلى تعبير يفرضه الاستخدام اللغوي التقليدي. يُستخدم المصطلح بشكل متكرّرٍ في الثقافة الحديثة عند الحديث عن إجراء أو فكرة متوقّعة أو يمكن التنبؤ بها بناءً على حدث سابق. عادةً ما تكون «الكليشيهات» ازدرائيّة وقد تكون صحيحة أو غير صحيحة. يعدّ بعضها أفكاراً نمطيّة، لكن بعضها الآخر حقائقُ وبديهيّات. غالباً ما تستخدم الكليشيهات للتأثير الهزلي، وتستخدم أحياناً في الأدب القصصي.
معظم العبارات التي تُعتبر أنّها أصبحت كليشيه الآن، كانت تعتبر في الأصل جذّابةُ، لكنّها فقدت بريقها مع الوقت بسبب الاستخدام المفرط. قال الشاعر الفرنسي جيرار دي نيرفال ذات مرة: «أوّل رجل قارن بين امرأةٍ ووردة كان شاعراً، أمّا الثاني فهو مجرّدَ شخصٍ معتوه.»
غالبًا ما تكون الكليشيهات وصفاً ملفتاً لفكرة مُجرّدة تعتمد على المقارنة أو المبالغة في التأثير، وغالبًا ما يتمّ استخلاصها من التجارب اليومية من الممكن أن تنجح إذا تمّ استخدامها باقتصاد، لكنّ استخدامها في الكتابة أو الكلام أو الحجّة يعتبر عموماُ دليلاً على قلّة الخبرة أو انعدام الابداع.

## الأصل
كلمة «كليشيه» مأخوذة من اللغة الفرنسية حيث كانت تُستخدم كاسم مفعول مبنيّ للمجهول للفعل "clichér" بمعنى (نقر)، تمّ اعتماد كلمة cliché كليشيه منذ عام 1825 بعد أن نشأت في التجارة التي تعتمد على الطباعة. فقد تمّ اعتماد كلمة «كليشيه» كمصطلح في اللغة الاصطلاحيّة الخاصّة بعمّال الطابعات للإشارة إلى لوح طباعة مقولب، أو صفيحة طباعة مرسبة بالكهرباء، أو سبيكة مصبوبة تقوم بإنتاج أحرف مطبعيّة أو صور بشكلٍ متكرّر. وقد اقترح البعض أنّ نشأة الكلمة تعود إلى صوت النقر الذي ينتج عن أحد أنواع الطباعة (الأنواع التي تتطلّب شكلاً معيّناً من القوالب التي ختمت فيها ألواح الطباعة المقولبة في مجرى منصهر لمعدن مكوّن من خليطة خاصّة بالطباعة لتشكّل شكلاُ مجوَّفا تٌسْبك فيه المعادن). أصبح مصطلح «كليشيه» -من خلال هذا المحاكاة الصوتيّة- يعني «عبارة جاهزة» في كثير من الأحيان.

## الاستعمال

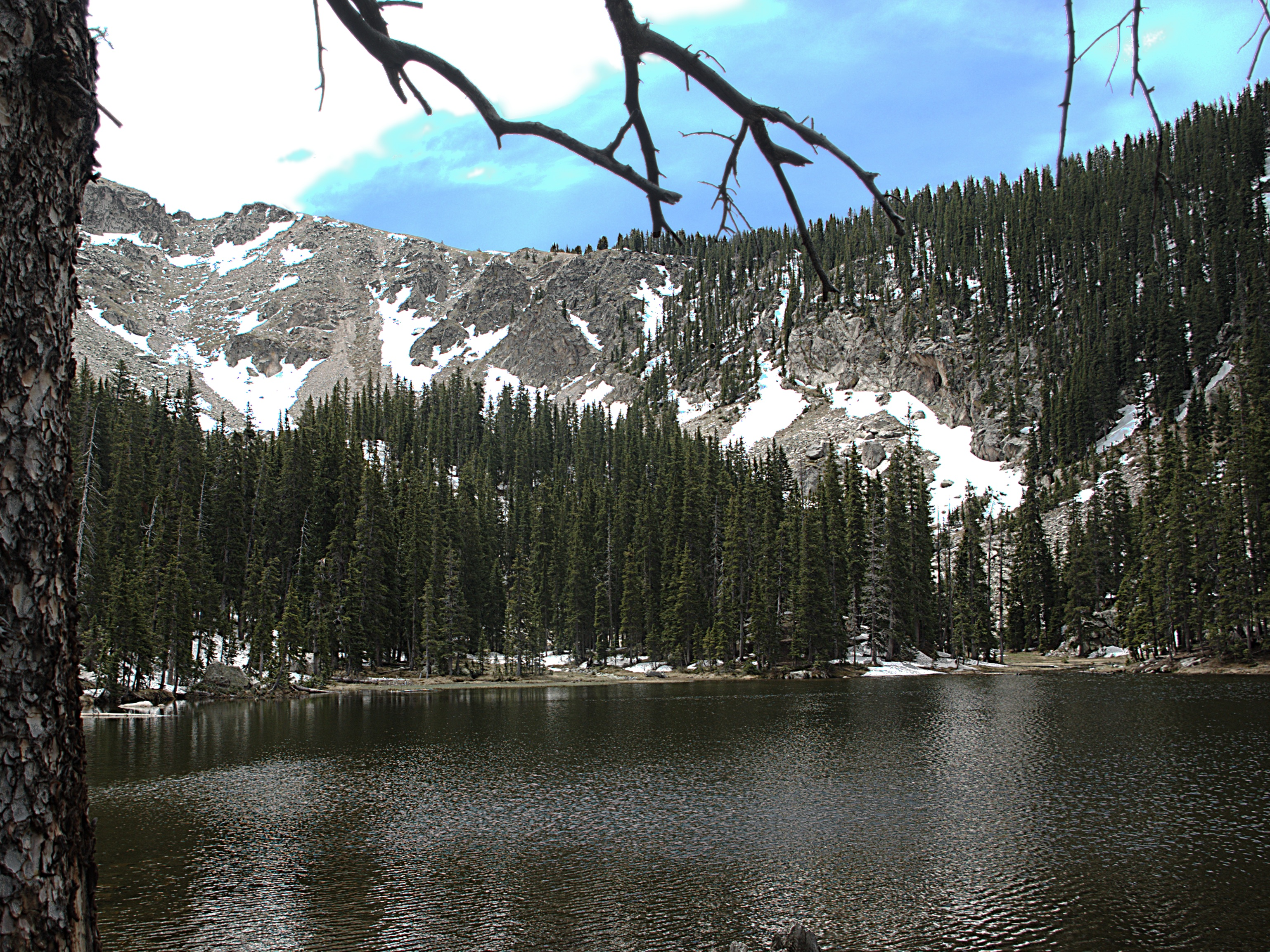
بحيرة نامبي

تتعرّف القواميس المختلفة على كلمة "clichéd" الصفة المشتقّة من كلمة "Cliché" كليشيه، والتي تحمل نفس المعنى. يمكن أن تستخدم كلمة كليشيه في بعض الأحيان كصفة، على الرغم من أن بعض القواميس لا تتعرف عليها على هذا النحو، فتُعرّف كلمة "Cliché" على أنّها صرف وكلمة " clichéd" هي صفة مُشتقّة منها.

## الكليشيهات القاصية للتفكير
الكليشيهات القاصية للتفكير، والمعروفة أيضًا باسم مانعات الفكر، أو علامات التوقّف الدلاليّة، هي كلمات أو عبارات تثبط الفكر النقدي والمناقشات الهادفة حول موضوع معيّن. عادةً ما تكون بديهيّة وقصيرة وتقدّم إجابات بسيطة على الأسئلة المعقّدة أو تَصرُف الانتباهَ عن خطوط التفكير الأخرى. غالبًا ما تكون أقوالًا مُتَضَمّنةً في الحكم الشعبية للثقافة، وتكون أيضاً مغريةً للقول لأنّها تبدو صحيحة أو جيّدة أو لأنّها تبدو وكأنّها الشيء المناسب الذي يتوجّب قوله. بعض الأمثلة عن الكليشيهات: «توقّف عن التفكير كثيرًا»، «ها نحن ذا مرة أخرى»، و «ما هو تأثير أفعالي؟»
تمّ تعميم مصطلح «كليشيه» من قبل الطبيب النفسي روبرت جاي ليفتون في كتابه الصادر عام 1961 بعنوان إصلاح الفكر وعلم نفس الشمولية: دراسة عن «غسيل الدماغ» في الصين. كتب ليفتون، «تتميّز لغة البيئة الشموليّة بالكليشيهات القاصية للفكر. يتمّ ضغط أعقد المشاكل البشريّة وأشدّها صعوبةً بالوصول إلى الحلّ في عبارات موجزةٍ وشديدة الاختزال، وتبدو أنّها قطعيّة وسهلة الحفظ والتعبير. وتستخدم في كلّ بداية وكلّ نهاية لأيّ تحليلٍ أيديولوجيّ». أحيانًا يتم استخدامها في محاولة متعمّدة لإغلاق النقاش أو للتلاعب بالآخرين للتفكير بطريقة معيّنة أو لرفض أيّ مخالفةٍ بالرّأي. ومع ذلك، يكرّرها بعض الأشخاص -أحياناً حتّى لأنفسهم- بحكم العادة أو التكيّف، أو كآليّة دفاع لإعادة إثبات الانحياز الذاتيّ.